# مكتب السياسة العنصرية
مكتب السياسة العنصرية أحد أقسام الحزب النازي (NSDAP) الذي تأسس من أجل «توحيد والإشراف على جميع أعمال التلقين والدعاية لسكان والسياسة العرقية». بدأ في عام 1933 باسم مكتب الحزب النازي للتنوير في السياسة السكانية والرعاية العنصرية (الألمانية: Aufklärungsamt für Bevölkerungspolitik und Rassenpflege). بحلول عام 1935، تم تغيير اسمه إلى مكتب الحزب النازي للسياسة العنصرية (الألمانية: Rassenpolitisches Amt der NSDAP أو RPA).
ظل الدكتور والتر غروس قائد المكتب حتى انتحاره في نهاية الحرب العالمية الثانية في أبريل 1945.

## غرض
كان الدور الرئيسي للمكتب هو الإشراف على إنتاج وصيانة الدعاية المتعلقة بالوعي العرقي للعرق الشمالي الآري الرئيسي. وقد وصفت السلطات النازية هذا بـ «التنوير» بدلاً من «الدعاية»، لأنه «لم يكن دعوة للعمل الفوري بل تغيير طويل الأمد في الموقف». لم يكن د. غروس يريد أن يفكر الناس في أنفسهم كأفراد، بل على أنهم «روابط فردية في سلسلة الحياة العظيمة».

## روابط خارجية
- NSDAP على المحرقة السينمائية